# Anton Ernst Gottfried Eberhard von Schubaert
(Anton) Ernst Gottfried Eberhard von Schubaert (* 10. November 1744 auf Appenrode; † 13. September 1829 auf Schloss Schönkirch in Obermain-Kreis) war ein preußischer Generalmajor und Erbherr auf Mayenberg.

## Leben

### Herkunft
Seine Eltern waren Georg Wilhelm von Schubaert (1718–1782) und dessen Ehefrau Clara Henrica Sophie, geborene Kirchhoff.

### Militärkarriere
Schubaert kam am 1. April 1760 als Standartenjunker in das in Aschersleben stationierte Kürassierregiment „von Vasold“ der Preußischen Armee. Während des Siebenjährigen Krieges kämpfte er bei der Belagerung von Schweidnitz und der Schlacht bei Reichenbach. In der Zeit wurde er am 21. Mai 1761 Kornett.
Nach dem Krieg avancierte Schubaert am 1. Dezember 1764 zum Leutnant und nahm als solcher 1788/79 am Bayerischen Erbfolgekrieg teil. Am 19. Juni 1780 stieg er zum Stabsrittmeister auf und wurde am 21. Juli 1784 Rittmeister sowie Kompaniechef. 1787 nahm Schubaert am Feldzug in Holland teil. Am 4. März 1790 wurde er Major und kämpfte während des Ersten Koalitionskrieges bei der Kanonade von Valmy sowie den Gefechten bei Meckenheim, Weißenburg, Stromberg, Edinghofen als auch den Belagerungen von Mainz, Königstein und Landau. Für Landau erhielt er den Orden Pour le Mérite.
Am 3. Juli 1798 wurde Schubaert Oberstleutnant und am 9. Juli 1799 Regimentskommandeur ernannt. Am 20. Mai 1800 wurde er Oberst und kämpfte 1806 im Vierten Koalitionskrieg in der Schlacht bei Auerstedt sowie den Gefechten bei Nordhausen, Prenzlau und Pasewalk. Am 21. Januar 1807 erhielt Schubaert seinen Abschied als Generalmajor. Am 20. Mai 1810 wurde ihm mitgeteilt, dass vorläufig keine Pension mehr gezahlt werden könne. Am 10. April 1812 erhielt er daher eine Unterstützung von 50 Talern. Nach den Befreiungskriegen wurde seine Pension am 19. Oktober 1816 auf 100 Taler erhöht. Er starb am 13. September 1829 auf Schloss Schönkirch in Obermain-Kreis, Bayern.

### Familie
Schubaert heiratete am 16. September 1777 in Bayreuth die Wilhelmine Friederike Ernestine Karoline Freiin von Künsberg (* 31. Dezember 1756; † 20. September 1834) aus dem Haus Ermreuth. Das Paar hatte mehrere Kinder:
- Marianne Karoline Wilhelmine (* 16. Juni 1778)
- Friedrich August Heinrich Ludwig (* 19. November 1779; † 1820), Premierleutnant im Kürassierregiment „von Quitzow“, ab 1807 Rittmeister im Brandenburgischen Kürassierregiment[3] ⚭ Henriette Luise Eleonore von Brün(n)ingk (1786–1832)
- Karl Ludwig Ferdinand (* 1781; † 14. Januar 1846), Hauptmann a. D., Herr auf Zschepen ⚭ Caroline Helene Friederike Wilhelmine von Neitschütz († Januar 1834)[4]
- Marianne Charlotte Wilhelmine (* 28. März 1772; † 1862)

⚭ 1798 (Scheidung 1802) Friedrich de la Motte Fouqué (1777–1843)
⚭ Karl Wilhelm Samuel von Madai (* 25. Dezember 1777; † 20. November 1851), Eltern von Guido von Madai
- Julia Karoline Eleonore Sophie (1784–1864) ⚭ 1805 Friedrich August von Balthasar, Vizepräsident der Pommerschen Regierung
- Elisabeth Karoline Friederike (* 24. April 1789)
- Bernhardine Karoline Ferdinande (* 22. Juli 1792; † April 1873)[6] ⚭ Franz Friedrich Jakob Freiherr von Podewils (1779–1842), bayerischer Oberst

Seine Schwester Philippine war mit dem hessischen Offizier Georg August Christoph Heistermann von Ziehlberg (1719–1796) verheiratet.